# Thieboudienne

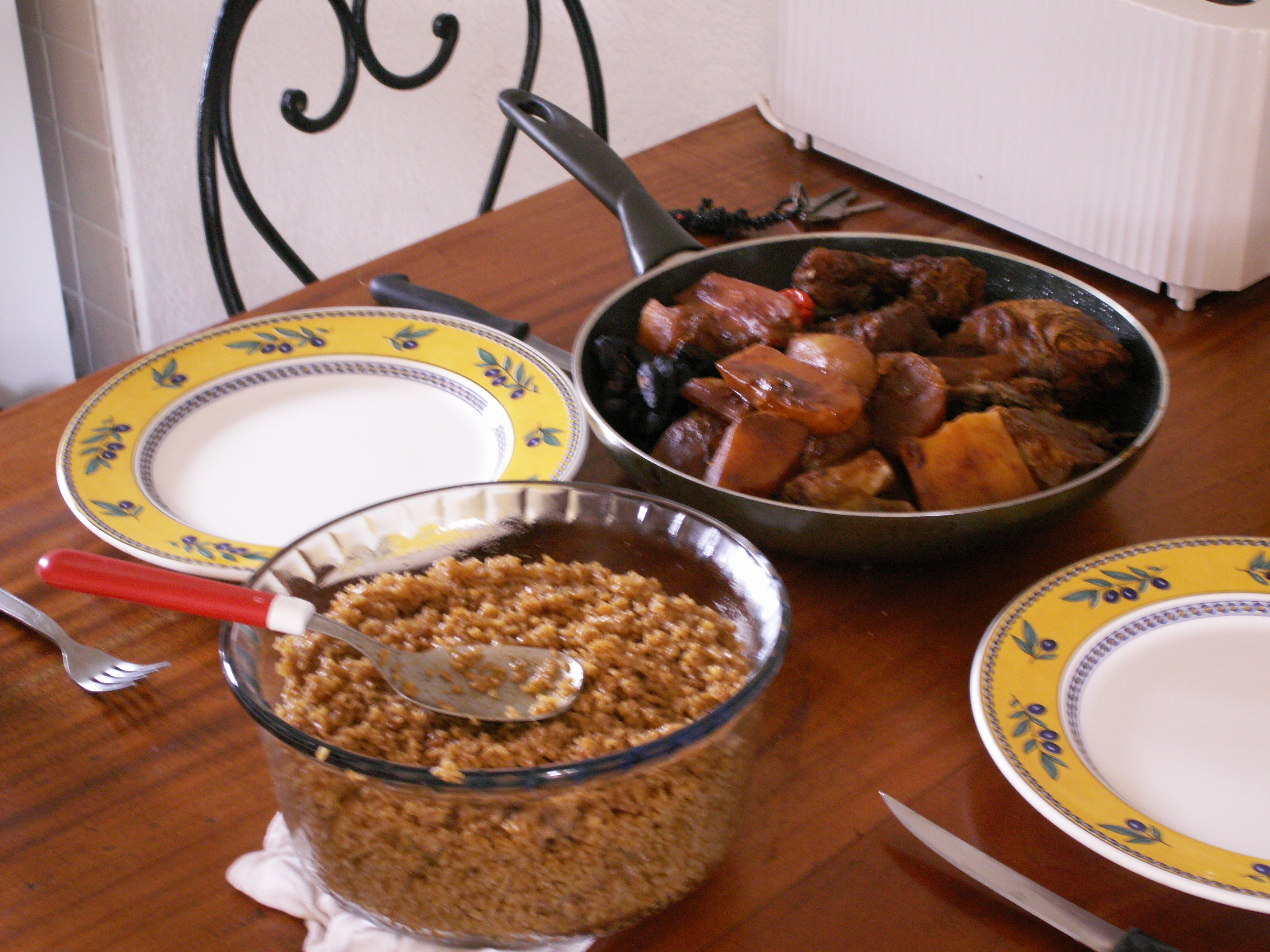

Thieboudienne (ibland med akut accent på första e:et) eller ceebu jen (ibland med diaeresis på sista e:et), är en traditionell senegalesisk maträtt som görs på fisk, ris och tomatsås. Den kan även innehålla lök och jordnötsolja. Alla dessa ingredienser förekommer ymnigt i landet. Namnet kommer från wolof och betyder "ris och fisk".